# گریم اتکینسون
گریم اتکینسون (انگلیسی: Graeme Atkinson؛ زادهٔ ۱۱ نوامبر ۱۹۷۱) بازیکن فوتبال اهل بریتانیا است.
از باشگاه‌هایی که در آن بازی کرده‌است می‌توان به باشگاه فوتبال پرستون نورث اند، باشگاه فوتبال هال سیتی، باشگاه فوتبال اسکانتورپ یونایتد، باشگاه فوتبال روچدیل، باشگاه فوتبال ساوتپورت، باشگاه فوتبال لانکستر، باشگاه فوتبال تاموورث، و باشگاه فوتبال برایتون اند هوو آلبیون اشاره کرد.